# Plesiomma salti
Plesiomma salti är en tvåvingeart som beskrevs av Stanley Willard Bromley 1929. Plesiomma salti ingår i släktet Plesiomma och familjen rovflugor.
Artens utbredningsområde är Kuba. Inga underarter finns listade i Catalogue of Life.